# Мотижинська сільська рада
| Мотижинська сільська рада — орган місцевого самоврядування у Макарівському районі Київської області з адміністративним центром у с. Мотижин. Історична дата утворення: в 1919 році. Водні ресурси на території, підпорядкованій даній раді: р. Буча, оз. Київське, Слобідський став. Сільській раді підпорядковані населені пункти: - с. Мотижин |

## Склад ради
Рада складається з 16 депутатів та голови.

### Керівний склад ради
| ПІБ                    | Основні відомості                                                             | Дата обрання | Дата звільнення |
| ---------------------- | ----------------------------------------------------------------------------- | ------------ | --------------- |
| Сухенко Ольга Петрівна | Сільський голова, 1971 року народження, освіта, позапартійна                  | 26.03.2006   | 31.10.2010      |
| Сухенко Ольга Петрівна | Сільський голова, 1971 року народження, освіта незакінчена вища, позапартійна | 31.10.2010   |                 |

Примітка: таблиця складена за даними джерела